# 呂夔
呂夔（1472年—？），字祖邦，江西廣信府永豐縣人，明朝政治人物。

## 生平
江西鄉試第三十八名舉人。弘治十五年（1502年）中式壬戌科會試第九名，二甲第十九名進士。正德五年（1510年）任浙江杭州府知府。

## 家族
曾祖呂子榮，封奉議大夫南京刑部郎中；祖父呂晟，知府，旌表孝子；父呂祥，貢士。母俞氏；繼母姜氏。具庆下。弟龍、夷、益、皋。